# 哈瑪星旅運接駁中心
哈瑪星旅運接駁中心，是高雄市鼓山區內的一座旅客接駁中心，於2016年8月26日啟用。因西子灣、哈瑪星的舊街區道路狹窄，龐大的觀光人潮及遊覽車、汽車對當地交通造成嚴重負荷，所以高雄市政府為了改善當地交通安全而興建旅運接駁中心，遊覽車停靠於此，不再進入哈瑪星街區，方便遊客轉乘公車、捷運、輕軌及公共自行車。

## 轉乘資訊

### 捷運
- 高雄捷運橘線哈瑪星站

### 輕軌
- 高雄環狀輕軌哈瑪星站

### 高雄市公車
| 編號     | 經營業者   | 區間                               | 備註 |
| -------- | ---------- | ---------------------------------- | ---- |
| 99 區間  | 港都客運   | 哈瑪星旅運接駁中心－西子灣         |      |
| 248      | 南台灣客運 | 建軍站（捷運衛武營站）－鼓山輪渡站 |      |
| 248 區間 | 南台灣客運 | 高雄火車站－鼓山輪渡站             |      |
| 紅52     | 南台灣客運 | 臺鐵新左營站－中山大學             |      |
| 橘1      | 港都客運   | 棧二庫－中山大學                   |      |

### 公共自行車
- 高雄市公共自行車租賃系統：
  - 哈瑪星鐵道文化園區(臨海新路)：臨海新路25號西北側
  - 捷運西子灣站(2號出口)：臨海新路/鼓山一路口(東北側人行道)
  - 鼓山分局新濱派出所：臨海三路2號(東側人行道)
  - 高雄鼓山郵局：臨海二路/臨海一路口(西側人行道)

## 外部連結
- 高雄市公車動態資訊系統（页面存档备份，存于）
- 高雄市交通局-轉動高雄青春夢的Facebook專頁